# 斯氏格伏南極魚
斯氏格伏南極魚為輻鰭魚綱鱸形目南極魚亞目南極魚科的其中一種，分布於南冰洋的羅斯海及合作公海海域，棲息深度約550公尺，體長可達100公分，生活習性不明。